# Werner Wittig
Werner "Dutch" Wittig (23 de maio de 1909 — 4 de fevereiro de 1992) foi um ciclista alemão, que competiu nas provas de estrada individual e por equipes nos Jogos Olímpicos de Los Angeles 1932.